# Bad Endbach
Bad Endbach est une municipalité allemande située dans l'arrondissement de Marbourg-Biedenkopf et dans le land de la Hesse. Elle se trouve entre Marbourg et Herborn.